# Должностные лица Речи Посполитой
Должностные лица Речи Посполитой — группа должностных лиц самого высокого ранга в Речи Посполитой. Они принимали решения по ключевым вопросам управления государством. Существовало два отдельных симметричных набора должностей как в собственно Польше, так и в Великом княжестве Литовском (это были два государства с независимой исполнительной властью), с аналогичными полномочиями. Теоретически польские ("коронные") и литовские министры были равны, однако большую роль играли коронные, поскольку они находились рядом с королём.
С 1569 года было десять должностей, обладавших правом совещательного голоса в Сенате:
- канцлер великий коронный и канцлер великий литовский;
- подканцлер коронный и подканцлер литовский;
- маршалок великий коронный и маршалок великий литовский;
- маршалок надворный коронный и маршалок надворный литовский;
- подскарбий великий коронный и подскарбий великий литовский.

В список ключевых должностей исполнительной власти входили также:
- гетман великий коронный и гетман великий литовский;
- гетман польный коронный и гетман польный литовский;
- подскарбий надворный коронный и подскарбий надворный литовский.

Гетманы, чья власть зачастую была огромной, не были членами Сената. Однако, как правило, лица, занимавшие эти должности, уже имели сенаторские должности, такие как воевода или каштелян. Постоянными членами Сената гетманы стали только в 1768 году. В 1775 году в обязательный состав Сената были включены и надворные подскарбии.
Также в состав правительства (но не в состав Сената) входили следующие лица:
- секретарь великий коронный и секретарь великий литовский;
- референдарий коронный и референдарий литовский;
- королевский прокурор;
- писарь великий коронный и писарь великий литовский;
- хранитель коронный и скрабник;
- маршалок Сейма